# Make-A-Wish-Foundation

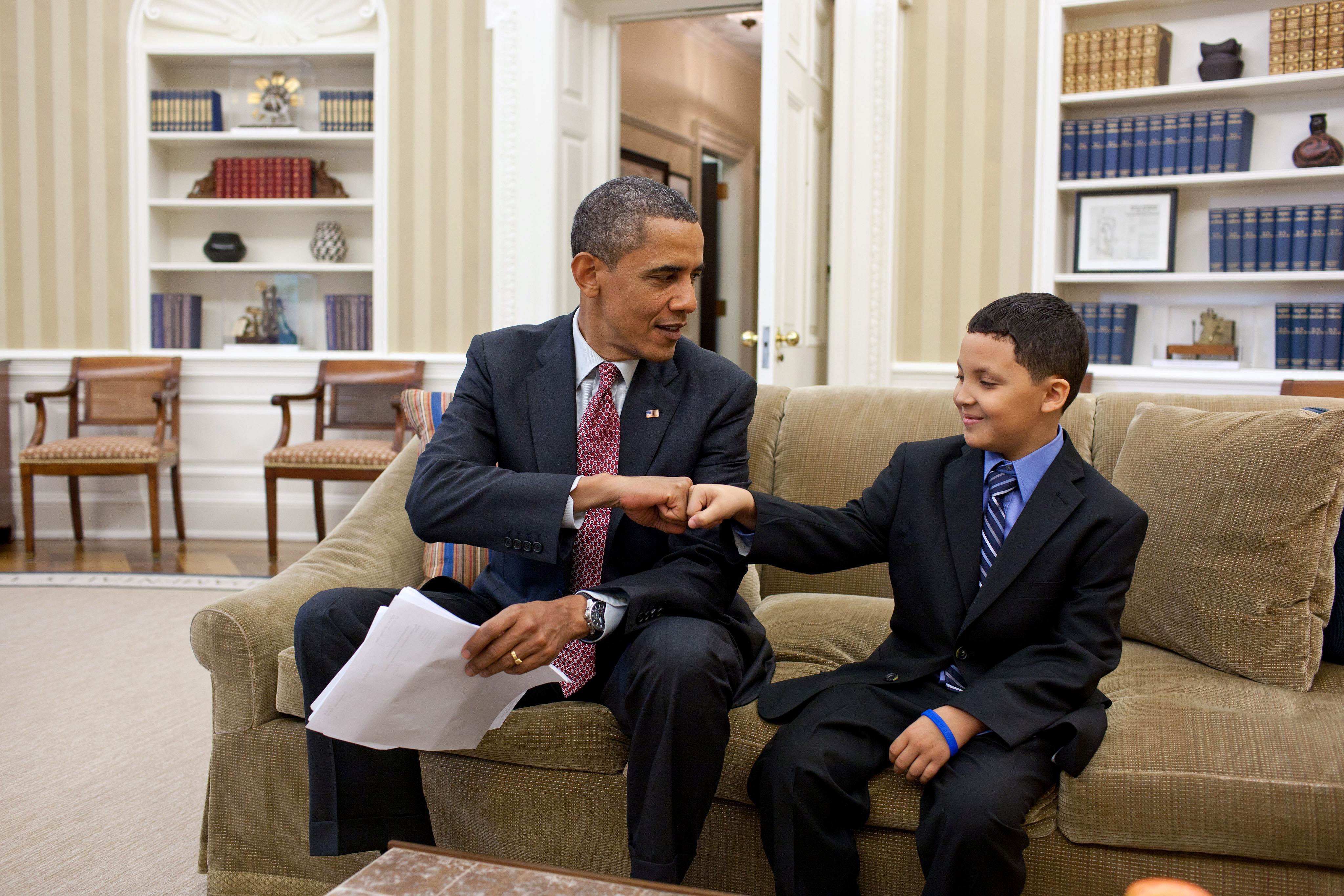
Ein Kind besucht im Rahmen von Make-A-Wish US-Präsident Barack Obama

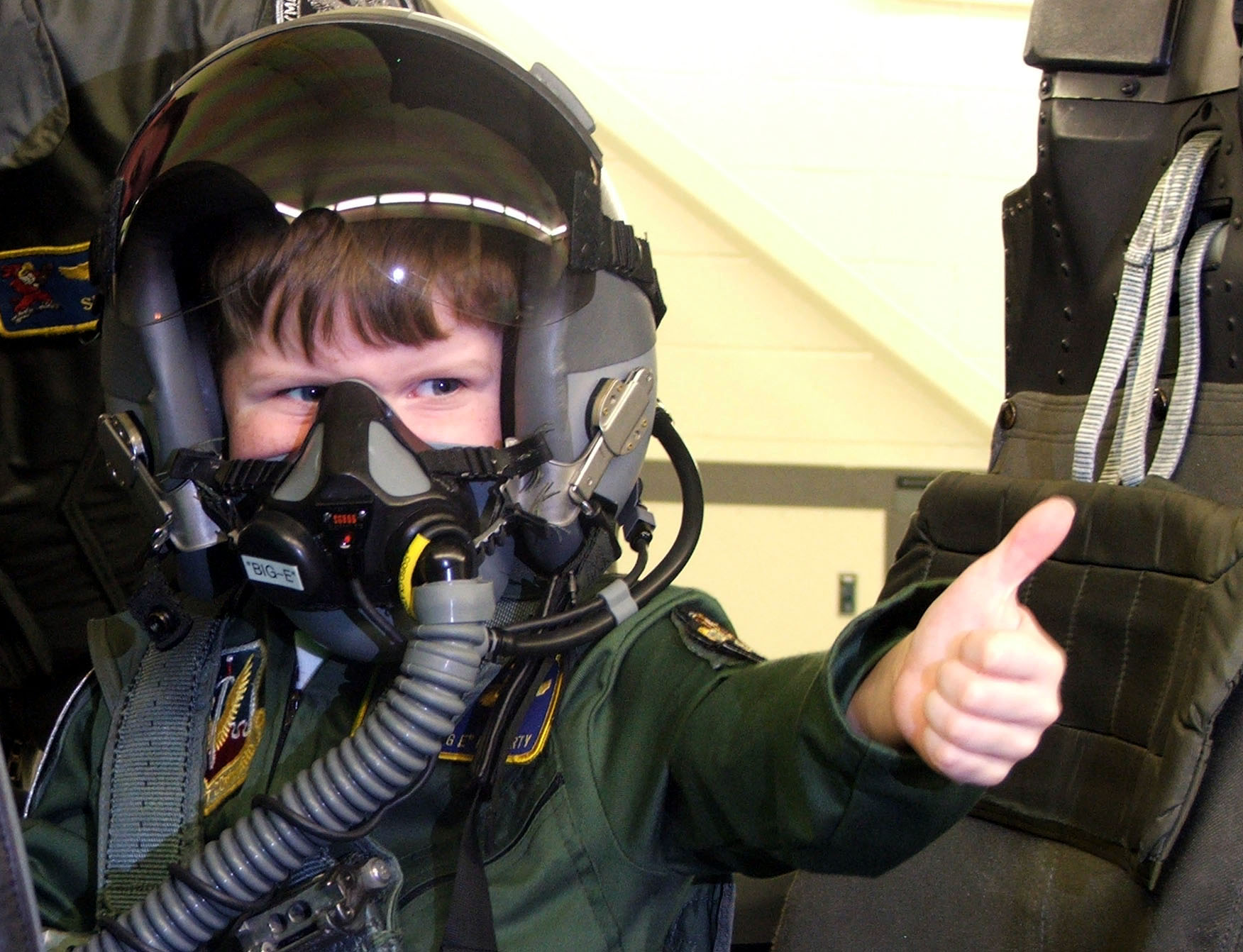
Kind im Flugsimulator

Die Make-A-Wish-Foundation ist eine international aktive gemeinnützige Organisation, die sich der unentgeltlichen Erfüllung von Herzenswünschen schwerstkranker Kinder zum Ziel gesetzt hat. Dabei werden so gut wie alle Wünsche der Kinder erfüllt, es sei denn, die Erfüllung des Wunsches würde die Gesundheit des Kindes gefährden. Die Wünsche der Kinder können den Organisatoren von Angehörigen oder Freunden mitgeteilt werden.
Das erste Kind, dem durch Make-A-Wish ein Wunsch erfüllt wurde, war der krebskranke Christopher James Greicius, dessen Herzenswunsch es war, einen Tag lang Polizist zu sein. Am 29. April 1980 wurde ihm dieser Wunsch durch seine Mutter und zwei Polizisten unter anderem mit einem Hubschrauberflug und Fahrten mit dem Streifenwagen erfüllt. Die drei Personen beschlossen, auch anderen Kindern die Möglichkeit der Wunscherfüllung zuteilwerden zu lassen. So wurde Make-A-Wish 1980 in den USA gegründet. In Phoenix (Arizona) hat die Zentrale noch heute ihren Sitz. Im Laufe der Zeit wurden in 50 Ländern jeweils mit gleichem Zweck ins Leben gerufene Landesorganisationen von Make-A-Wish errichtet (Stand: 2018). Die Organisationen arbeiten mit 40.000 ehrenamtlichen Helfern und finanzieren sich durch Spenden. Bis 2018 wurden über 400.000 Wünsche erfüllt.
Im Juni 2008 wurde die deutsche Landesorganisation „Make-A-Wish Deutschland e. V.“ gegründet. Sie hatte ihren Sitz mit Gründung zunächst in Hamburg und anschließend in München. Seit Sommer 2018 operiert die deutsche Landesorganisation Make-A-Wish als gemeinnützige Gesellschaft mit beschränkter Haftung. Der Sitz der Gesellschaft ist in Frankfurt am Main.
Landesorganisationen gibt es u. a. auch in Österreich und der Schweiz.
Seit dem Jahr 2010, in dem die Make-A-Wish-Foundation ihr dreißigjähriges Bestehen feierte, wird jährlich am 29. April eines Jahres weltweit der „World Wish Day“ gefeiert und zum Anlass genommen, auf die Arbeit von Make-A-Wish aufmerksam zu machen.